# Liz to aoi tori
Liz to aoi tori (japonsky リズと青い鳥) je japonský animovaný film z roku 2018, který natočila režisérka Naoko Jamadová a scenáristka Reiko Jošidová podle knih románové série Hibike! Euphonium, kterou napsala Ajano Takedová. Film z koprodukce společností Kyoto Animation, Bandai Namco Arts, Pony Canyon, Rakónša a Animation Do byl natočen na základě románu Hibike! Júfoniamu Kitaudži kókó suisógaku-bu, haran no dainigakušó kóhen z roku 2017. Tento film je spin-offem a pokračováním televizního seriálu Hibike! Euphonium, který se zaměřuje na vedlejší postavy příběhu Mizore Joroizukuovou a Nozomi Kasakiovou.
Film se zaměřuje na přátelství středoškolských studentek a hudebnic Mizore a Nozomi, které se připravují na koncert školní dechové kapely; souběžně je v něm jako příběh v příběhu vyobrazena i pohádka, z níž je adaptována hudební skladba, na níž kapela pracuje. Acumi Tanezaki a Nao Tójama si mimo jiné zopakovali své hlasové role postav z televizního seriálu; většina z nich byla přepracována, aby lépe odpovídala stylu a příběhu filmu. Na filmu se podíleli dva skladatelé: Kensuke Ušio, který napsal minimalistickou hudbu na pozadí středoškolských scén, a Akito Macuda, skladatel, který napsal jak hudbu na pozadí pohádkových segmentů, tak koncertní skladby, jež postavy předvádějí.
Film byl vydán 21. dubna 2018 v Japonsku a 9. listopadu 2018 měl limitovanou premiéru ve Spojených státech. Od kritiků získal pozitivní hodnocení, přičemž nejvíce chvály sklidil vztah a osobnosti obou hlavních postav, soundtrack a animace.